# Gâteau basque
Pour les articles homonymes, voir Gâteau et Basque (homonymie).
Le gâteau basque (etxeko biskotxa, biskotx, ou moins spécifiquement, pastiza en labourdin) est un gâteau traditionnel de la cuisine basque, typique du Labourd et d'une partie de la Basse-Navarre, au Pays basque, à base de biscuit croustillant en pâte sablée, traditionnellement fourré de confiture de cerises noires, ou de crème pâtissière à l'amande ou au rhum-vanille (comme un flan au rhum),,.

## Histoire
Le gâteau basque est un mets sucré traditionnel basque apparu dans la seconde moitié du XIXe siècle. À cette époque, il n'est consommé que par une partie de la population basque et lors d'occasions particulières : dimanche et jours de fête. 

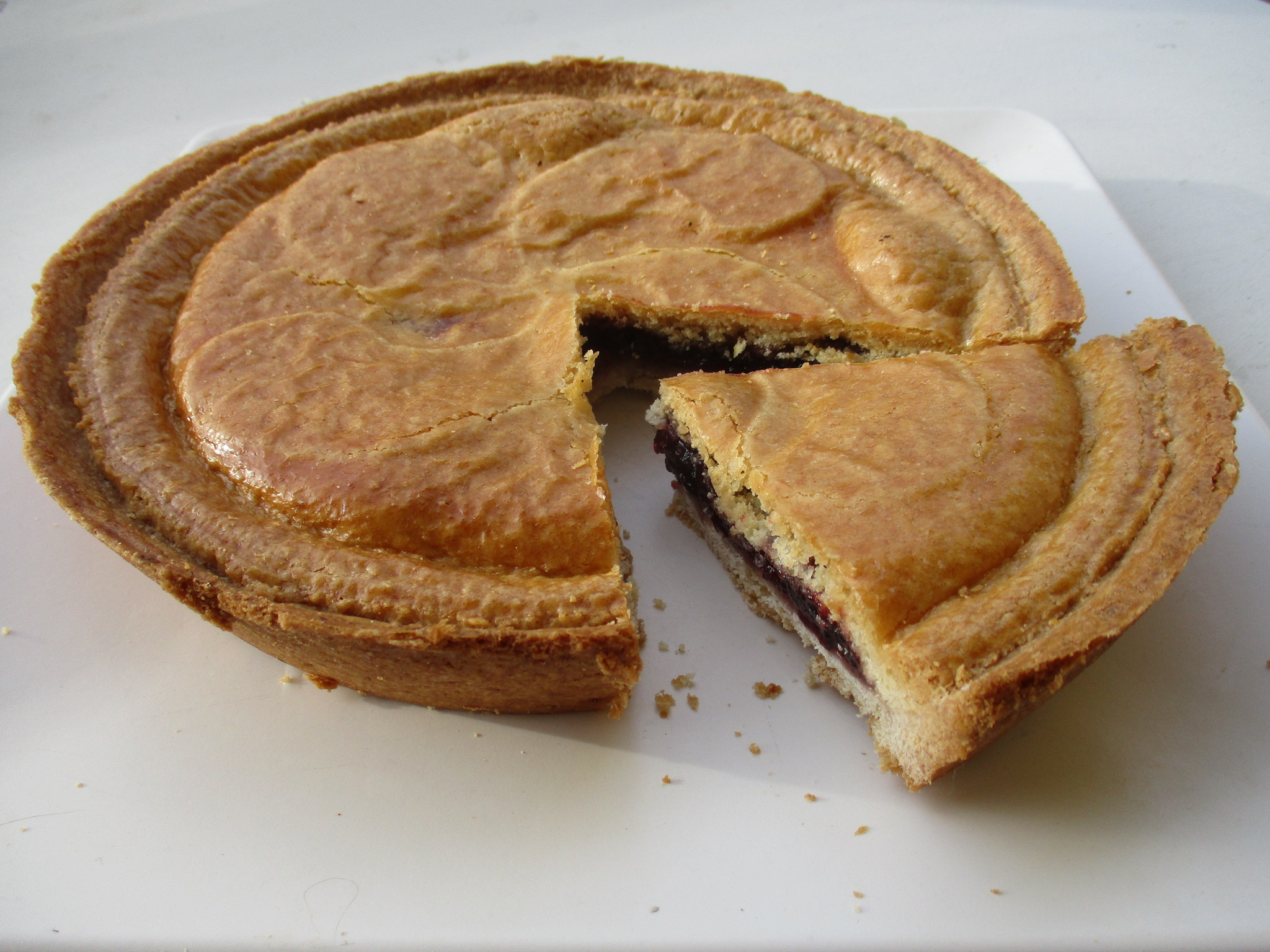
À la confiture de cerises
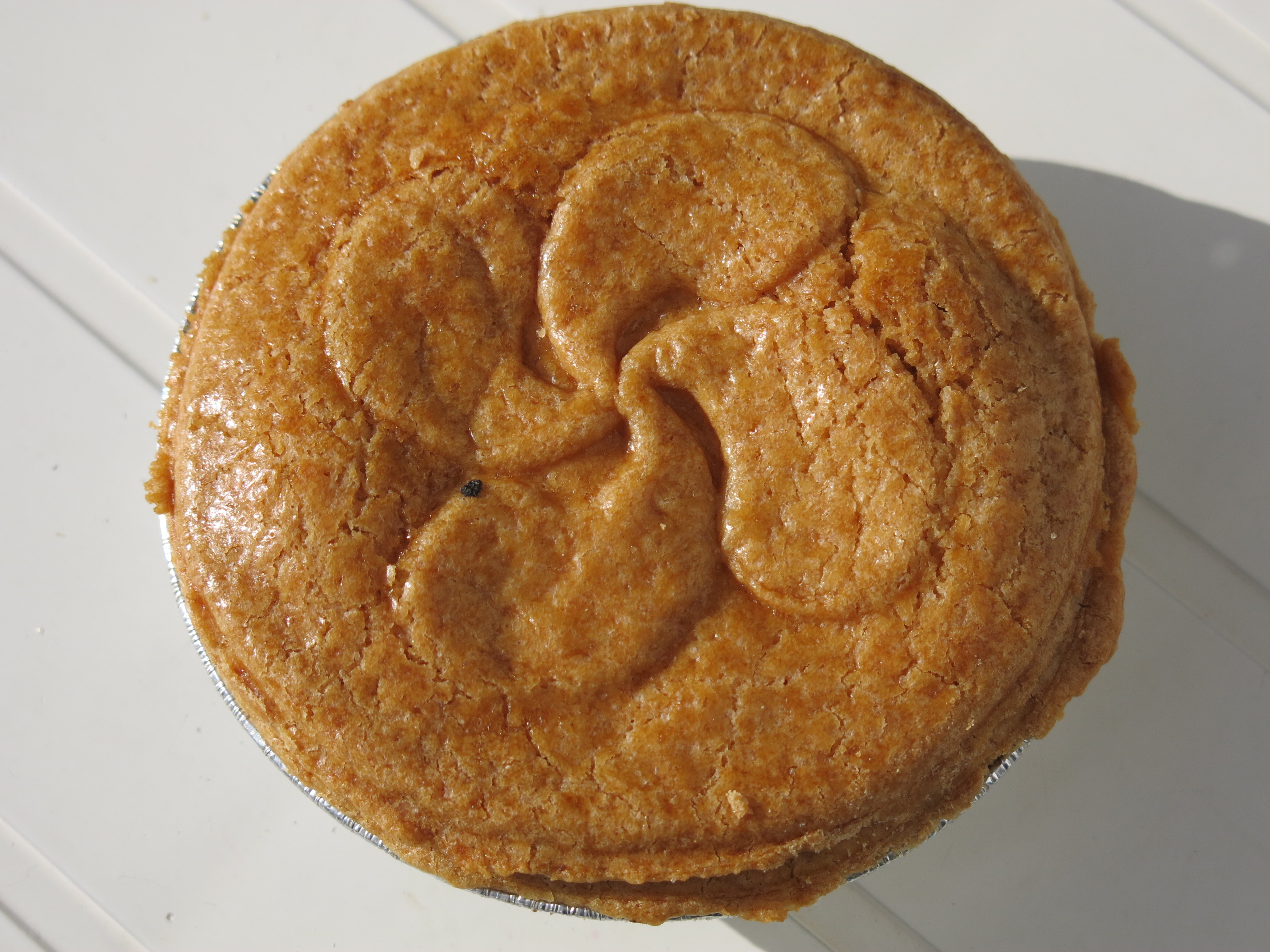
avec un lauburu
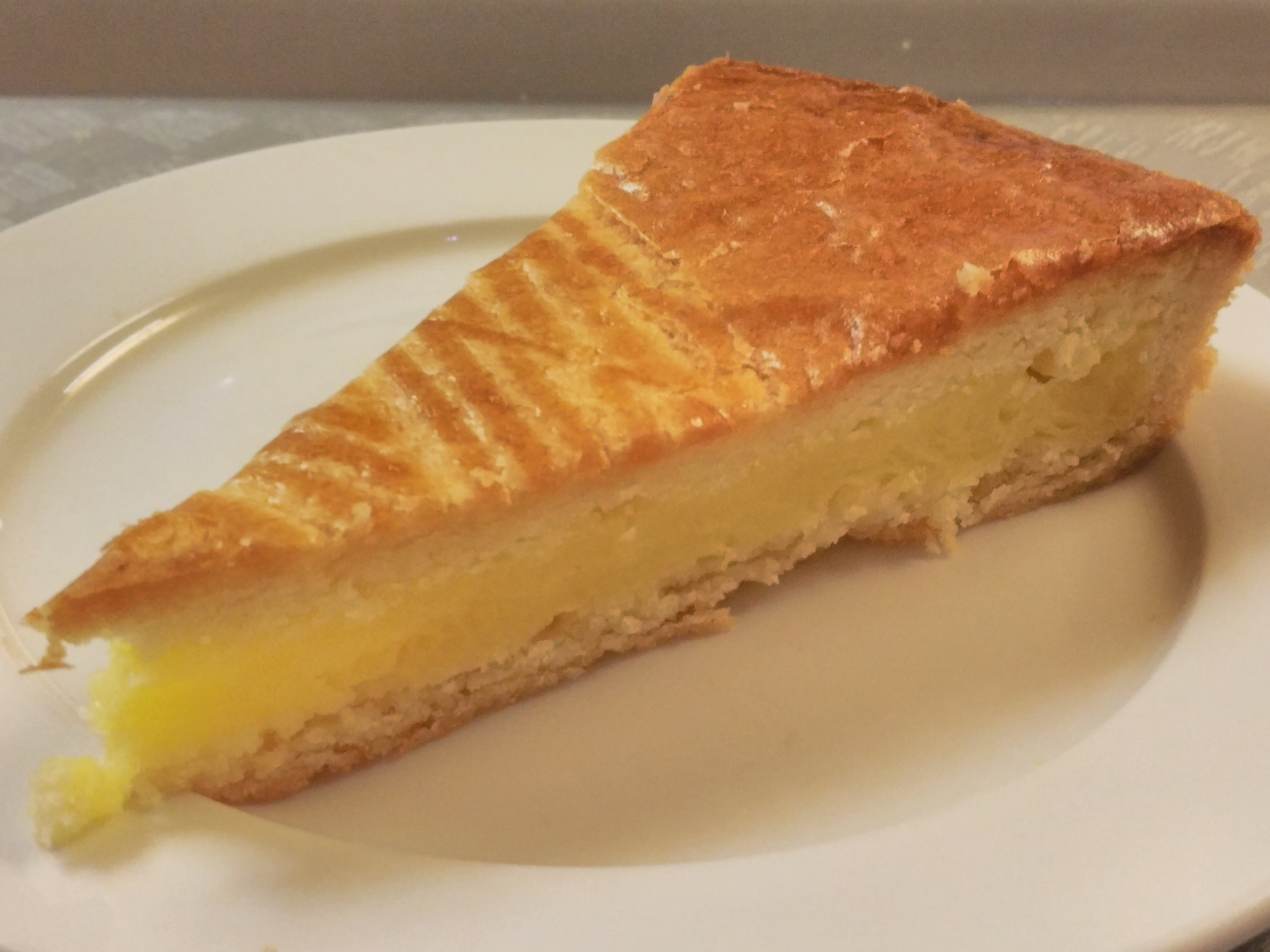
à la crème pâtissière

Si la pâtissière basque Marianne Hirigoyen de Cambo a été l'une des premières à vendre son gâteau,  au XIXe siècle, sur le marché de Bayonne,,,, il n'en reste pas moins que cette pâtisserie reste profondément attachée à la maison basque et à la maîtresse de maison, d'où son nom « etxeko bixkotxa », le biscuit de la maison.

## Fabrication
Le gâteau basque est composé d'une pâte sablée à base de farine et de beurre, auxquels est ajouté du sucre, un (ou des) œuf(s), un parfum (amande, rhum, vanille, ou zeste de citron) et une garniture, traditionnellement à la cerise (cerise noire d'Itxassou) ou à la crème pâtissière. Il est parfois décoré avec une croix basque.
Créée en 1994, l'association Eguzkia milite pour la protection et la promotion du gâteau basque traditionnel. Ses adhérents s'engagent a respecter un cahier des charges précis lors de l'élaboration de leurs gâteaux.

## Vente et distribution
En France, la Maison Boncolac, implantée à Bonloc près d'Hasparren, fabrique près de 1 000 t de gâteaux basques par an destinés aux industriels, que ce soit sous ses propres marques (Boncolac et Pilpa/Marie) ou via les marques de distributeurs de la grande distribution (Carrefour, E.Leclerc, Picard...) et grossistes (Pomona, Transgourmet, Toupargel...).

## Dans la culture
- Une fête du gâteau basque est organisée chaque année à Cambo-les-Bains[12].
- Un musée du gâteau basque lui est consacré à Sare[13],[14].